# Pilota collaudatore onorato dell'Unione Sovietica
Il titolo onorifico di Pilota collaudatore onorato dell'Unione Sovietica (in russo Заслуженный лётчик-испытатель СССР?) era un premio statale dell'Unione Sovietica istituito il 14 agosto 1958 con Decreto del Presidium del Soviet Supremo № 2523-X . Il suo statuto è stato confermato il 22 agosto 1988 dal Decreto del Presidium del Soviet Supremo № 9441-XI. Il titolo ha cessato di essere assegnato dopo lo scioglimento dell'Unione Sovietica nel dicembre 1991.

## Statuto del Premio
Il titolo onorifico di "Pilota collaudatore onorato dell'Unione Sovietica" è stato assegnato a piloti collaudatori militari e civili di prima classe dell'industria aerospaziale, della difesa e delle forze armate sovietiche, per diversi anni di lavoro nel campo dei test e della ricerca tecnologica nel campo dell'aviazione.
Il Presidium del Soviet Supremo dell'URSS era la principale autorità che conferiva il premio sulla base delle raccomandazioni del Ministero della Difesa dell'URSS o dal Ministero dell'industria aeronautica dell'URSS.
Il distintivo del titolo era indossato sul lato destro del petto e in presenza di altri ordini, posto sopra di essi. Se indossato con titoli onorifici della Federazione Russa, questi ultimi hanno la precedenza.

## Descrizione del premio
Il distintivo era un poligono in argento e nichel largo 27 mm e alto 23 mm con bordi rialzati. Nella parte superiore del dritto, vi era l'iscrizione in rilievo su tre righe "PILOTA COLLAUDATORE ONORATO" (in russo ЗАСЛУЖЕННЫЙ ЛËТЧИК-ИСПЫТАТЕЛЬ?); al centro, l'immagine in tombacco dorato di un aereo a reazione che sale diagonalmente verso destra, con il muso e la coda leggermente sporgenti dai bordi; in basso, la scritta in rilievo "URSS" sovrapposto a un ramo di alloro.
Il distintivo era fissato a un supporto quadrato da un anello argentato attraverso un nodo. La montatura era ricoperta da un nastro di seta blu moiré. Era fissato agli indumenti mediante un perno filettato e un dado o mediante un attacco a perno.

## Decorati (elenco parziale)
- Yury Abramovich
- Sergei Anokhin
- Toqtar Äwbäkirov
- Yuri Garnaev
- Vladimir Il'jušin
- Rafael Kaprelyan
- Vladimir Kokkinaki
- Anatoly Kvochur
- Nina Rusakova
- Rimantas Stankevičius
- Amet Khan Sultan
- Igor' Volk